# Індигофера
Індигофера — великий рід, який нараховує близько 700 видів квіткових рослин (докладніше див. Список видів роду індигофера), які належать до родини бобових.

## Поширення

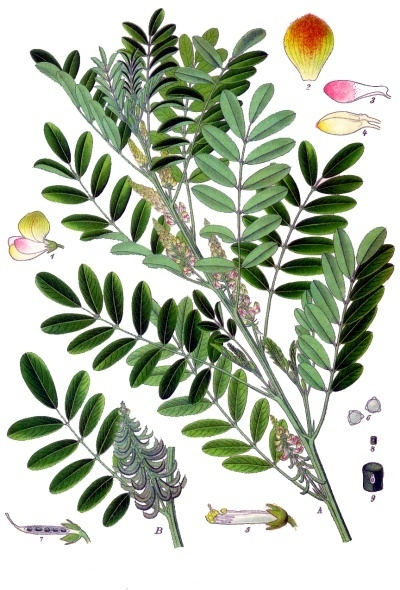
Indigofera suffruticosa

Походять з тропічних і субтропічних регіонів світу. Деякі види поширені у помірній зоні Східної Азії. Культивують в усій зоні гарячого клімату.

## Опис
Листки перисті, квітки рожеві, зібрані в колосоподібні суцвіття.

## Застосування
З листків одержують темно-синій барвник (індиго).